# Lew (Oxfordshire)
Lew è un villaggio e parrocchia civile dell'Inghilterra, appartenente alla contea dell'Oxfordshire.